# Une virée en enfer 3
Pour les articles homonymes, voir Joyride.
Série
Une virée en enfer 2
(2008)
Pour plus de détails, voir Fiche technique et Distribution.
Une virée en enfer 3 (Joy Ride 3: Road Kill) est un thriller horrifique canadien réalisé par Declan O'Brien et sorti directement en vidéo en 2014. Il s'agit de la suite de la série Une virée en enfer et Une virée en enfer 2.

## Synopsis
« Clou Rouillé » (Rusty Nail en VO) est de retour sur le bitume. Un groupe de jeunes Street Racers se rendent à une course, la Road Rally 1000. En chemin, ils vont croiser la route du tueur au camion.

## Fiche technique
- Titre original : Joy Ride 3: Road Kill
- Titre français : Une virée en enfer 3
- Réalisation : Declan O'Brien
- Scénario : Declan O'Brien, d'après les personnages créés par Clay Tarver et J. J. Abrams
- Musique : Claude Foisy et Pierre Denis Coté
- Décors : Craig Sandells
- Costumes : Patricia J. Henderson
- Photographie : Michael Marshall
- Son : Richard Kitting
- Montage : Michael Trent
- Production : Kim Todd

Production déléguée : Declan O'Brien
- Sociétés de production[1] : WT Canada Productions
- Sociétés de distribution : 20th Century Fox Home Entertainment
- Budget : n/a
- Pays de production :  Canada
- Langue originale : anglais
- Format[2] : couleur - 35 mm - 1,78:1 (Widescreen) - son Dolby Digital
- Genre :  thriller horrifique
- Durée : 95 minutes
- Dates de sortie[3] :
  - États-Unis : 17 juin 2014 (sortie directement en DVD et Blu-ray)
  - France : 18 décembre 2020 (VOD)[4]
- Classification[5] :
  -  Québec : 16 ans et plus (16+ / 16 years and over).
  -  France : Interdit aux moins de 16 ans.

## Distribution
- Jesse Hutch : Jordan Wells
- Kirsten Prout (V. F. : Marie Tirmont) : Jewel McCaul
- Ben Hollingsworth (V. F. : Donald Reignoux) : Mickey Cole
- Leela Savasta (V. F. : Anne Tilloy) : Alisa Rosado
- Gianpaolo Venuta (V. F. : Vincent de Bouard) : Austin Moore
- Jake Manley : Bobby Crow
- Dean Armstrong : l'officier Williams
- J. Adam Brown : Rob
- Sara Mitich : Candy
- Ken Kirzinger (V. F. : Bernard Métraux) : « Clou Rouillé » (Rusty Nail en VO)

- Version Française :
  - Société de doublage : Cinéphase
  - Directeur artistique : Régis Reuilhac

Sources et légende : Version française (V. F.) sur RS Doublage

## Distinctions
En 2016, Une virée en enfer 3 a été sélectionné 1 fois dans diverses catégories et n'a remporté aucune récompense.

### Nominations
- Prix ACTRA 2016 : Performance de cascade la plus exceptionnelle pour Anders Strome.